# De roep van het masker
De roep van het masker is een stripverhaal uit de reeks van het Felix Flux Museum.

## Verhaal
Er gebeuren vreemde dingen in het Felix Flux museum als Frits Flux een Afrikaans masker opzet: spontaan wordt hij krankzinnig en slaat wartaal uit. Gelukkig weten professor Putjes en Linda hem net op tijd te redden.
Wat voor krachten schuilen er in dit masker? De enige die dát weet, zit in het gekkenhuis, dus gaan Frits, Linda en professor Putjes naar Afrika, waar in de dichte donkere jungle een eeuwenoud, huiveringwekkend geheim op hen wacht. Hun tocht is niet zonder gevaren, maar ze geven gehoor aan de roep van het masker...

## Luxe-editie
Van dit album verscheen ook een hardcover-uitgave met linnen rug. Deze bevat onder meer een dossier met documentatie, achtergronden, schetsen en een interview. De 450 exemplaren zijn genummerd en gesigneerd.